# Serbările Basarabiei

Serbările Basarabiei este un film documentar (reportaj) românesc, regizat de Traian Popescu-Tracipone, care are drept subiect manifestările oficiale din martie 1943 de la Chișinău, ținute cu prilejul împlinirii a 25 de ani de când Sfatul Țării din Basarabia a semnat actul de unire cu România. 
Filmul prezintă defilarea și mitingul de la Catedrala din Chișinău din 27 martie 1943, discursul Mareșalului Ion Antonescu, precum și imagini din Basarabia (Orhei, Hotin).